# Salmklub
Der Salmklub (frz. Club de Salm) war ein politischer Klub in der Zeit des Direktoriums. Seinen Namen erhielt er vom Tagungsort dem Hôtel de Salm. Initiatorin des konservativen Zirkels war Madame de Stael die Tochter des ehemaligen Finanzministers Jacques Necker. Berühmtestes Mitglied war der Schriftsteller und auch Politiker Benjamin Constant.